# 16874 Kurtwahl
16874 Kurtwahl è un asteroide della fascia principale. Scoperto nel 1998, presenta un'orbita caratterizzata da un semiasse maggiore pari a 2,2871819 UA e da un'eccentricità di 0,0382253, inclinata di 3,18186° rispetto all'eclittica.